# NSV 12.7 Utes
Cet article concerne la mitrailleuse lourde russe NSV. Pour L'organisation étudiante flamande, voir Nationalistische Studentenvereniging.

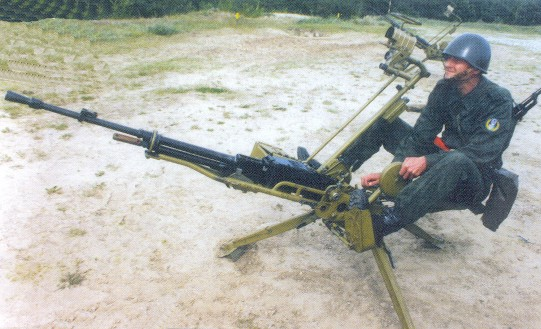
NSV en version antiaérienne

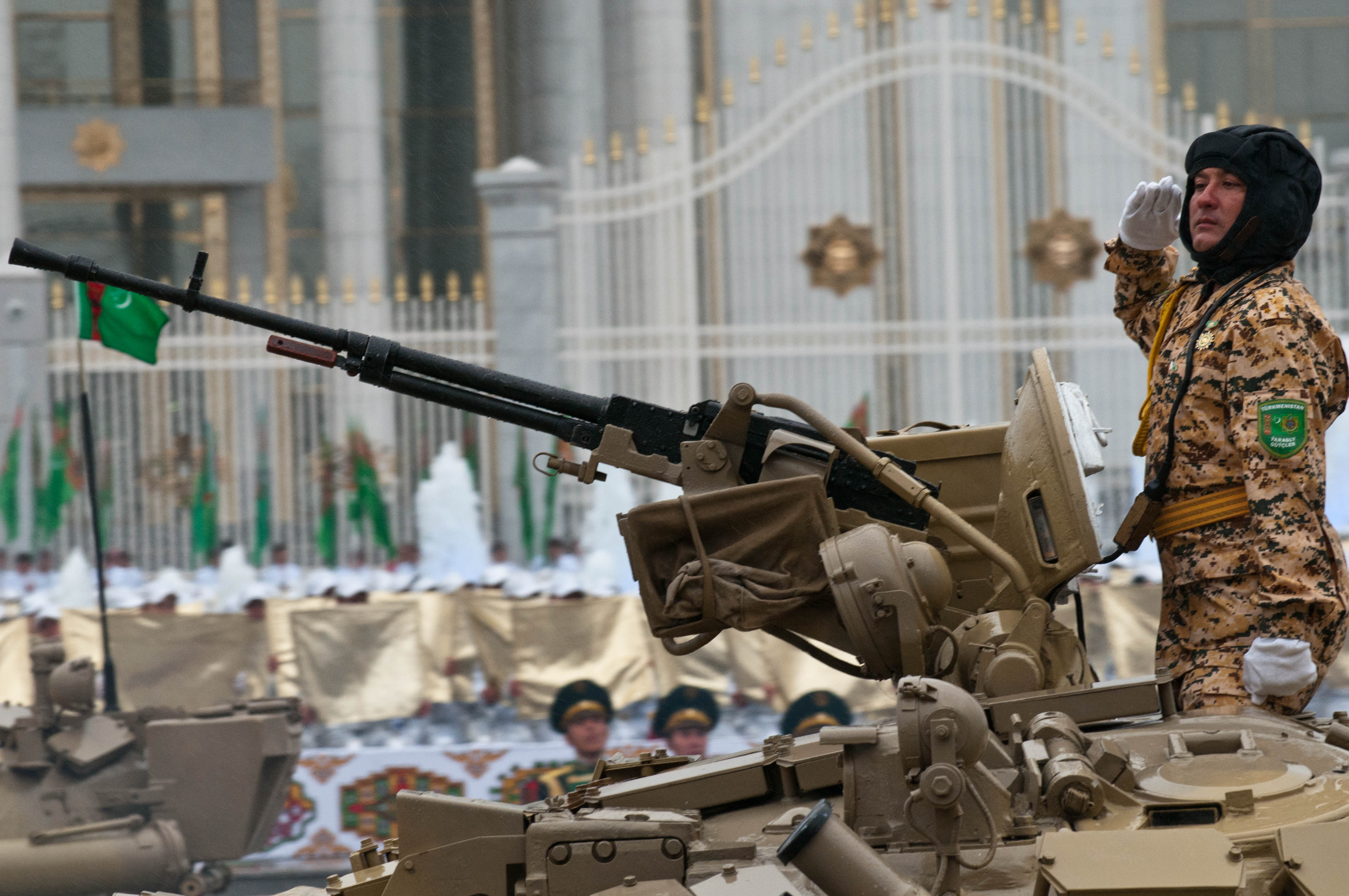
NSVT montée sur un T-72 turkmène

La mitrailleuse lourde russe NSV abréviation du nom de ses créateurs, en cyrillique « Никитина-Соколова-Волкова », de calibre 12,7 mm Utyos (НСВ, « Утëс ») fut conçue par les ingénieurs Nikitin, Sokolov & Volkov pour remplacer la DShK. Elle est employée comme arme de DCA ou comme mitrailleuse de char.

## Mécanisme
Cette arme automatique fonctionne par emprunt des gaz selon le système dérivé de l'AK-47 et est refroidie par air. La culasse comprend trois pièces et des tenons de verrouillage. Le canon possède 8 rayures à droite, un cache-flamme et un système de changement rapide. Elle possède deux poignées cylindriques placées derrière la culasse. Sa portée efficace est d'environ 1 200 m.

## Variantes
- NSVT : Version sur laquelle la détente est électrique et les poignées absentes. Conçue pour un usage à bord de véhicules.
- M87 Naval : Version fabriquée sous licence par Zastava Arms destinée aux bâtiments de guerre.
- WKM-B : Version fabriquée en Pologne, convertie au standard OTAN. Rechambrée pour le calibre .50 BMG.

## Utilisateurs

### Actuels
- Arménie
- Azerbaïdjan
- Biélorussie
- Géorgie
- Finlande : Désignation 12.7 ItKK 96
- Kazakhstan
- Kirghizistan
- Moldavie
- Mongolie
- Ouzbékistan
- Pologne
- Russie
- Serbie : Désignation M87
- Tadjikistan

On retrouve cette arme au cours de l'Invasion de l'Ukraine par la Russie.

### Passés
- Union soviétique
- Yougoslavie
- République démocratique du Viêt Nam

## Sources
1. ↑   [vidéo] « Les Armes de la Guerre en Ukraine (Partie 2/2) »Maitre Luger, 29 novembre 2022, 8:27 min (consulté le 8 avril 2025)

Cette notice est issue de la lecture des revues spécialisées de langue française suivantes :
- Cibles (Fr)
- AMI (B, disparue en 1988)
- Gazette des armes (Fr)
- Action Guns (Fr)
- Raids(Fr)
- Assaut (Fr)